# Alexa Forbes
Alexa Forbes (Darlington, 2 de abril de 1961) es una deportista británica que compitió en remo. Ganó una medalla de plata en el Campeonato Mundial de Remo de 1986, en la prueba de cuatro sin timonel ligero.

## Palmarés internacional
| Campeonato Mundial | Campeonato Mundial       | Campeonato Mundial | Campeonato Mundial        |
| Año                | Lugar                    | Medalla            | Prueba                    |
| ------------------ | ------------------------ | ------------------ | ------------------------- |
| 1986               | Nottingham (Reino Unido) | Medalla de plata   | Cuatro sin timonel ligero |